# Parathesis crenulata
Parathesis crenulata (Vent.) Hook.f. ex Hemsl. – gatunek roślin z rodziny pierwiosnkowatych (Primulaceae). Występuje naturalnie w Haiti, na Dominikanie, Portoryko oraz Małych Antylach. 

## Morfologia
PokrójZimozielony krzew.
LiścieBlaszka liściowa ma podługowaty lub eliptycznie lancetowaty kształt. Mierzy 16 cm długości oraz 1–4 cm szerokości, jest karbowana na brzegu, ma klinową nasadę i spiczasty wierzchołek. Ogonek liściowy jest nagi i ma 10–25 mm długości.
KwiatyZebrane w wiechach o długości 6–15 cm, wyrastają na szczytach pędów.
OwocPestkowce mierzące 6 mm średnicy, o kulistym niemal kształcie.

## Biologia i ekologia
Rośnie w lasach, na wysokości od 200 do 800 m n.p.m.